# 静かなる革命
静かなる革命（しずかなるかくめい、フランス語: Révolution tranquille）は、1960年代にカナダ、ケベック州で行われた、政治、経済、教育等に関する一連の改革のことである。

## 概要

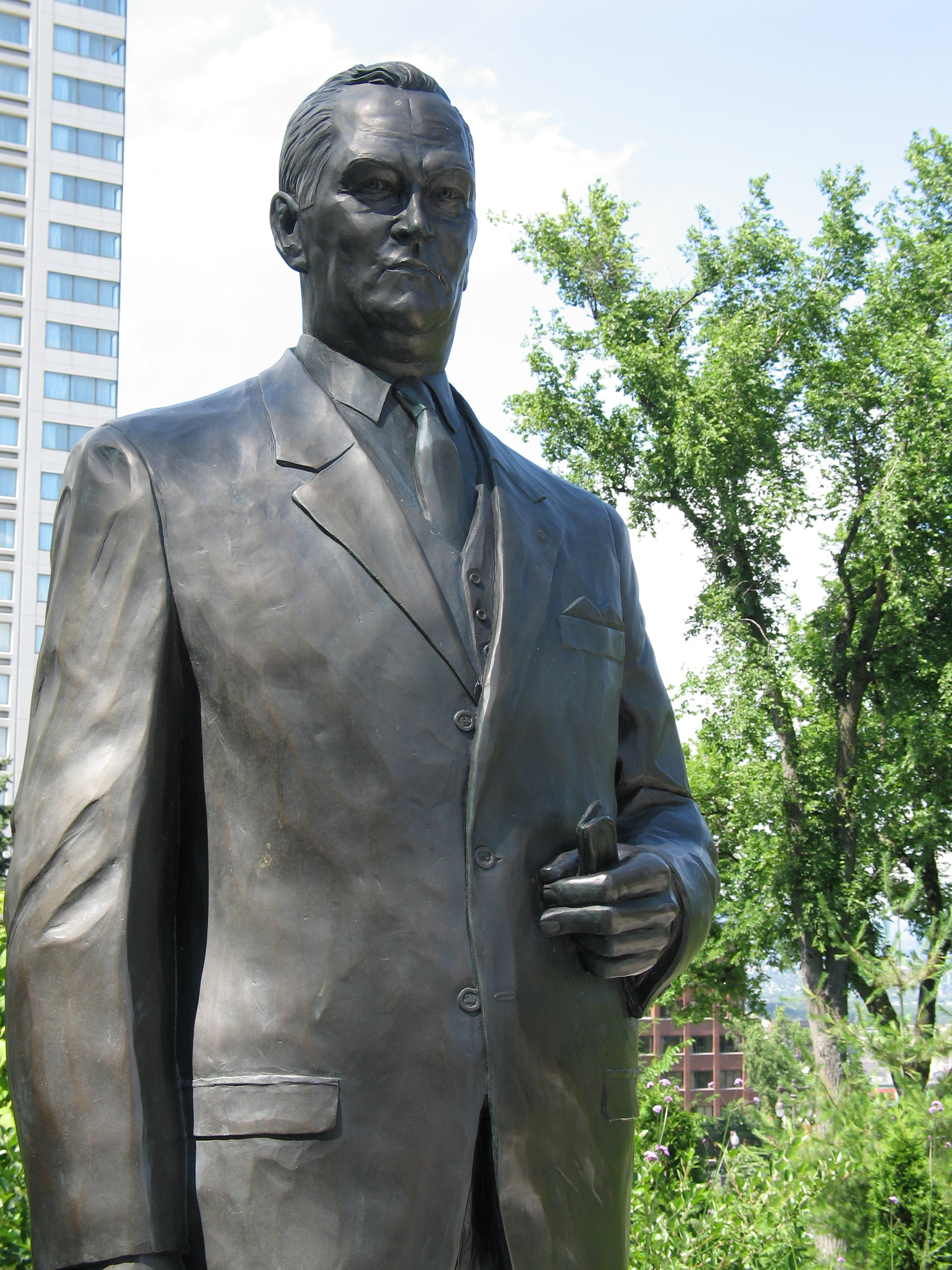
ジャン・ルサージ像

1960年のケベック州選挙で、ジャン・ルサージの自由党が、ユニオン・ナショナル党を破り、それまでカトリック教会中心、農村的で保守的でもあった同州において、産業や社会、教育などの面で、短期間のうちに改革が行われ、医療保険制度導入や、スト権を含む労働基準法の改正もなされた。また、選挙以前のモーリス・デュプレシ政権下の超保守的な価値観と、ケベック社会の後進性への批判として、同年にデビアン修道士が匿名で出版した『某修道士の無礼講』は、13万部のベストセラーとなった。
われわれの教育制度の失敗は（ケベック社会における）思考そのものの麻痺を反映している。仏系カナダは、誰も大ぴらに思考しようとしない。……われわれがここで行っているのは、禁欲による清廉、沈黙による服従、慣れの惰性による保身である。……ラヴァル大学哲学科で私が学んでいた頃、現代の社会問題と現実に関する抗議はほとんど皆無だった。教授たちは、彼らが説く普遍的な原理をこの世の現実と結びつけることはなかった。われわれが講義を受けている間にも、教育に関するフォーラムや討論会、学生運動が行われ、教育制度は危機に直面していた。……（後略）—『某修道士の無礼講』（1960年）

## 政治
自由党政権のこの改革により、ケベック州民は、少数派のフランス系カナダ人ではなく、より主体的な、ケベコワ（ケベック人）としてのアイデンティティを持つようになり、カナダ連邦の改革をも迫るようになっていった。ルサージは、1887年以降中断されていた州会議をケベックシティで復活させ、以後、かなりの頻度で州会議が開かれるようになり、これが連邦に揺さぶりをかけるようになる。
1961年のシャルロットタウン、1962年のヴィクトリア、1963年ハリファックスのそれぞれの会議で、州政府は、連邦政府への対抗のために一丸となり、また、州の諮問機関を創設するという2つの案に至る。この2つは、実現には至らなかったものの、1964年に、憲法改正に関して、フルトン・ファブロー方式を、連邦政府に提案させるための基礎を築いた。しかしながら、州内のナショナリスト勢力に押されて、ケベック州はフルトン・ファブロー方式支持を撤回してしまう。この時点では、まだ分離独立とはならなかったものの、1966年の州選挙で、政権に返り咲いたユニオン・ナショナル党が、二民族連邦国家の実現を掲げ、連邦離脱をちらつかせ始める。1970年までのユニオン・ナショナル政権下で、ケベック問題は世界の注目を浴びるようになり、フランスのシャルル・ド・ゴール大統領のモントリオール万国博覧会訪問での「自由ケベック万歳!」発言は、カナダとフランスの外交問題に発展した。以来ケベック州の立場は、連邦政府と州政府の間で常に論点となってきた。
ケベコワである自覚、それによるナショナリズムの高まり、ひいては国民独立党（RIN）や国民連合などにより、ケベックの独立が要求されるようになり、また、過激派のケベック解放戦線（FLQ）が、労働者蜂起を呼び掛け、とりわけモントリオールの英語系住民相手にテロ活動を行い、建物の壁には「自由ケベック万歳」（Vive le Québec libre ヴィヴ・ル・ケベック・リーブル）の落書きを残していった。州政府はまた「外交権」を主張し、パリやロンドン、ニューヨークに州事務所を設置したうえ、フランスと文化協定を締結した。独自文化をはぐくむために文化省（のちの文化開発担当省）が創設され、カナダ放送協会（CBC）フランス語放送網は、英語のそれからほとんど独立した状態となった。
これに端を発して、1963年には「二言語・二文化調査委員会」が設立されたが、ケベックの独自性強化は、住民内や、政党内の亀裂を生むことにもなり、これによって政界再編が行われる結果となった。

## 経済

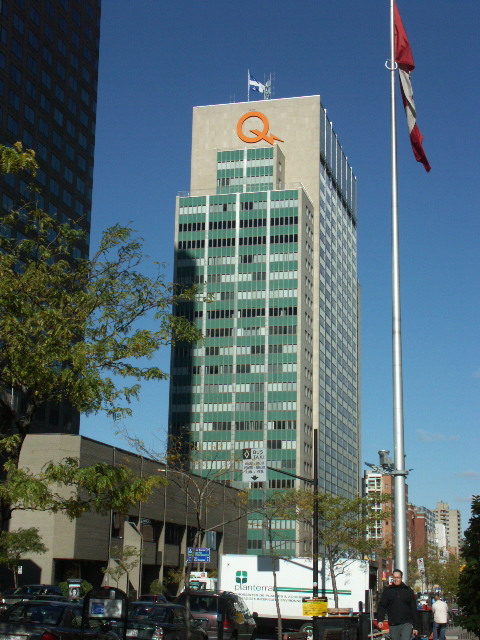
ハイドロ・ケベック電力公社のモントリオール本社ビル

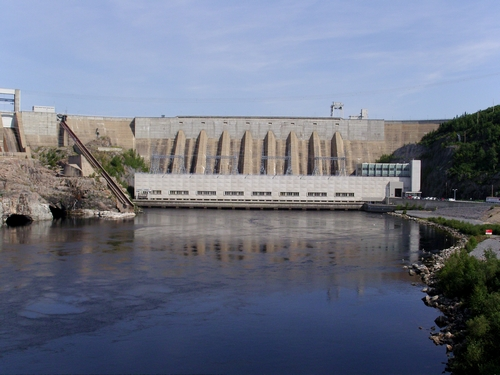
ジャン･ルサージダム

カナダは英米の投資合戦に曝されてきた歴史を持っているので、やはり英語話者の方が待遇のよい仕事に就けるという経済構造をしている。結果として、フランス系カナダ人住民の経済力がイギリス系住民と比較して格段に落ちたり、ケベック州の経済基盤が他の主な州と比べて貧弱であったりする。後者の問題は数字の捉え方にもよるが、ともかくそうしたことがあるという認識をふまえて、社会民主主義及び民族主義をベースとした経済戦略が立てられるようになった。
1962年、金融投資公社（Société générale de financement）ができた。一応、企業誘致と中小企業支援を目的としている。鉱山開発や資源関係の公社もできて、州の北部やモントリオール近辺での産業創出がなされたり、先端部門での独自技術が開発されたりするようになった。
1963年、カナダ年金（Canada Pension Plan）と連結してケベック年金をはじめた。
同年、民間の水力発電会社を州が買収し、ハイドロ・ケベック電力公社が誕生する。このハイドロ・ケベックは、ケベック経済の中心、産業計画の柱となった。カナダの電力は主に製紙業と鉱業に使われる。
1965年にケベック貯蓄投資公庫（ケス・デポ、Caisse de dépôt et placement du Québec）が設立された。
ハイドロ・ケベック電力公社の利点はいくつもあり、水力発電というクリーンエネルギーであること、水力発電を行うことに付随して様々な技術開発が行われること、燃料が不要であり電力コストの削減につながること、アメリカへ余剰電力を輸出できること、などが挙げられる。また、ケス・デポはケベック年金と社会保険が元手となっている。この、ケベック独自の年金計画にあたっては、連邦政府とケベック州政府との間に駆け引きが繰り広げられ、当時の連邦首相レスター・B・ピアソンの認可により実現した。ケス・デポはケベック州中央銀行の役割も果たしている。預金供託金庫のように、債券や株式投資なども可能である。
（前略）われわれの最大の弱点は経済である。……教育改革の必要性は既に広く認識されているが、経済の発展と支配が緊急に必要だということは十分に理解されていない。……われわれはカナダの“持たざる少数派”の一つである故、州政府の持つ経済力を利用すべきだ。州政府はケベックの経済発展と解放に参加するだけでなく、創造的な機関でなければならない。……われわれは、今までのようにじっと資本と他の人々のイニシアティヴをあてにするわけにはゆかない。……州政府を通し、わが家の主人になれるのは、まさにわれわれだけなのである。これこそ、州政府とその主要な構成員が常に有能、効率的、清廉潔癖でなければならないと私が主張する所以である。（後略）—ルネ・レヴェック、ケベック州天然資源大臣（1964年当時）
金融投資公社とケス・デポはドムタール（Domtar）の主要株主であったが、1989年ポール・デズマレーがドムタールを買収しようとしたとき連邦政府が消極的であったので計画は流れた。ポールのデズマレー家はグループ・ブリュッセル・ランバートを支配し、カナダ政界の中枢に多くのチャンネルをもち、ビルダーバーグ会議や日米欧三極委員会と連携している。

## 教育

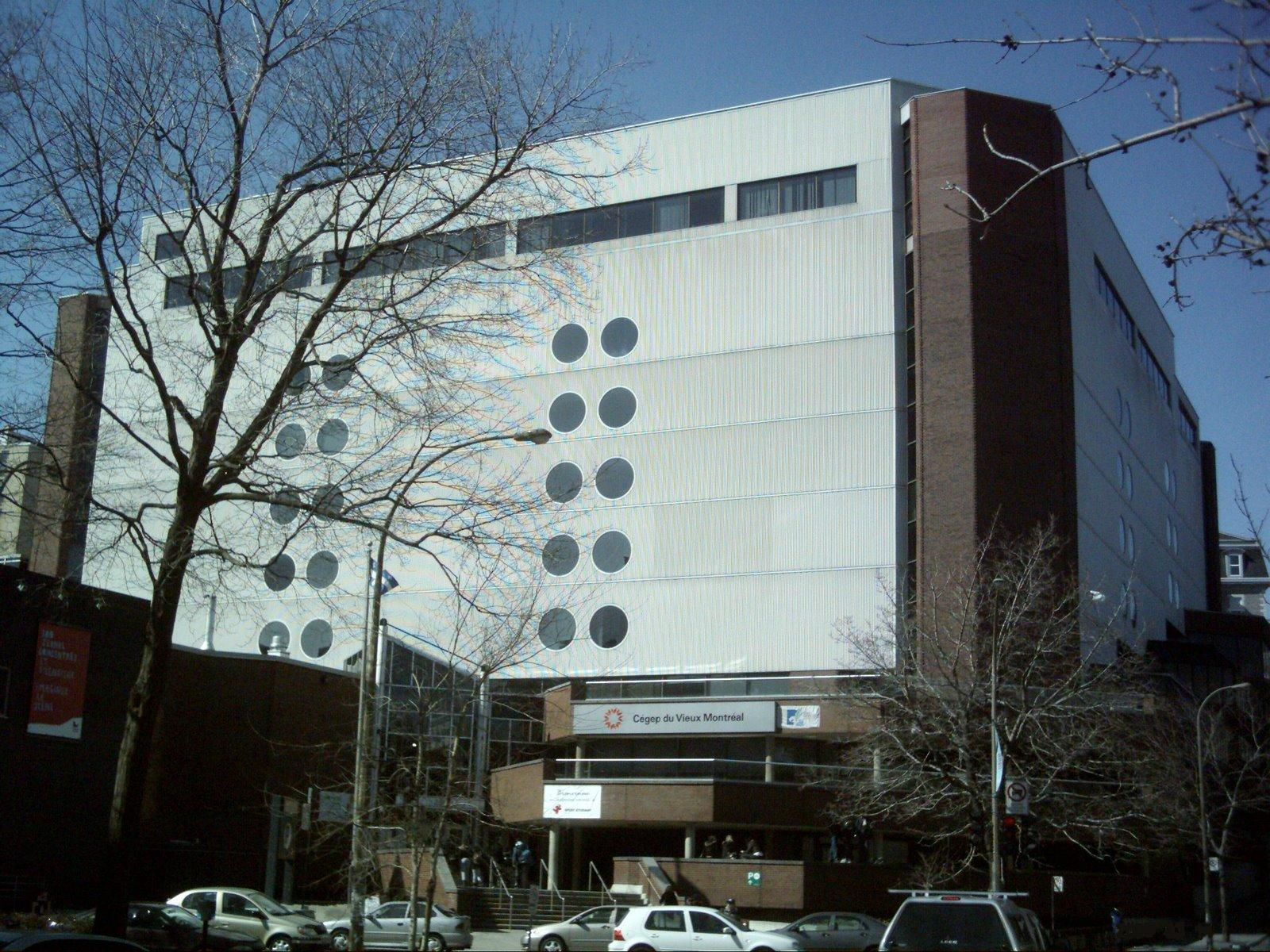
モントリオールのセジェップ

第二次世界大戦後、移民の増加や、人口の都市への集中、高学歴志向などがあいまって、学校教育の改正が必要となり、1951年、カトリックが学校制度改正の委員会を設置し、1953年の報告書に基づいて改正された。その後も、憲法問題審議会の報告書とあわせて、教育への大幅な改正勧告が行われ、自由党政権となってからは、教育の抜本的改革のためのパラン審議会を制定し、1963年に教育省を設置、カトリックとプロテスタントのバランスを取ることを勧告した。これにより、カトリック色が強かった教育の世俗化が進む。1964年に、勧告案が法案化されて議会を通過し、州政府のもとで新しい学校制度が誕生した。教会運営だった学校が教育委員会直轄の公立学校となり、宗教の授業担当が一般人教師にも開放され、宗教の代わりに道徳を選択できるようになった。また、補助金の制度もできた。この制度では小学校が6年、中等学校の普通過程が5年で、それ以降はCEGEPセジェップ (Collège d’enseignement général et professionnel) と呼ばれる、大学の前の一般教養課程2年と、中堅技術者を育成するための技術専門課程3年のどちらかを選択する。大学は専門課程のみとなる。

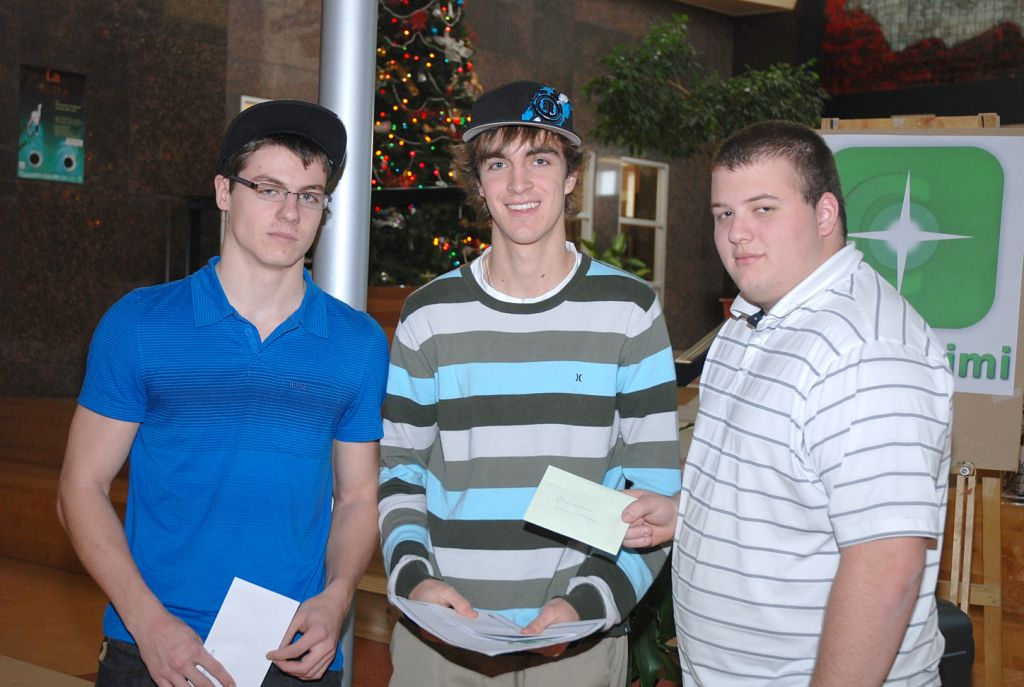
セジェップの学生

ケベック州内の大学に進学の場合、高校2年で卒業してからセジェップに2年間通い、その後4年制大学の2年次に入学という形を取る。ただし、他の州、または外国の大学にする場合は、中等学校にもう1年通う。また、私学の中等教育学校は、システムが違うこともある。
フランス語の維持に関しては、1969年の政権政党、ユニオンナショナル党による、学校教育でのフランス語の普及策と、1974年に第二弾として打ち出された、仕事の場での使用言語としての制定があり、これが1977年のフランス語憲章となっていった。